# Limana
Limana est une commune italienne de la province de Belluno, dans la région Vénétie.

## Administration
| Période                                  | Période | Identité | Étiquette | Qualité |
| ---------------------------------------- | ------- | -------- | --------- | ------- |
|                                          |         |          |           |         |
| Les données manquantes sont à compléter. |         |          |           |         |

### Hameaux
(14) Canè, Ceresera, Cesa, Coi di Navasa, Dussoi, Limana Capoluogo, Navenze, Pieve di Limana, Polentes, Praloran, Refos, Ricomes, Triches, Valmorel

### Communes limitrophes
Belluno, Revine Lago, Sedico, Trichiana, Vittorio Veneto

## Jumelages
| Ville | Ville         | Pays | Pays       | Période     |
| ----- | ------------- | ---- | ---------- | ----------- |
|       | Grass Valley  |      | États-Unis |             |
|       | Longuyon      |      | France     | depuis 1971 |
|       | Schmitshausen |      | Allemagne  | depuis 1971 |
|       | Walferdange   |      | Luxembourg | depuis 1971 |